# Leopoldpark (Brüssel)

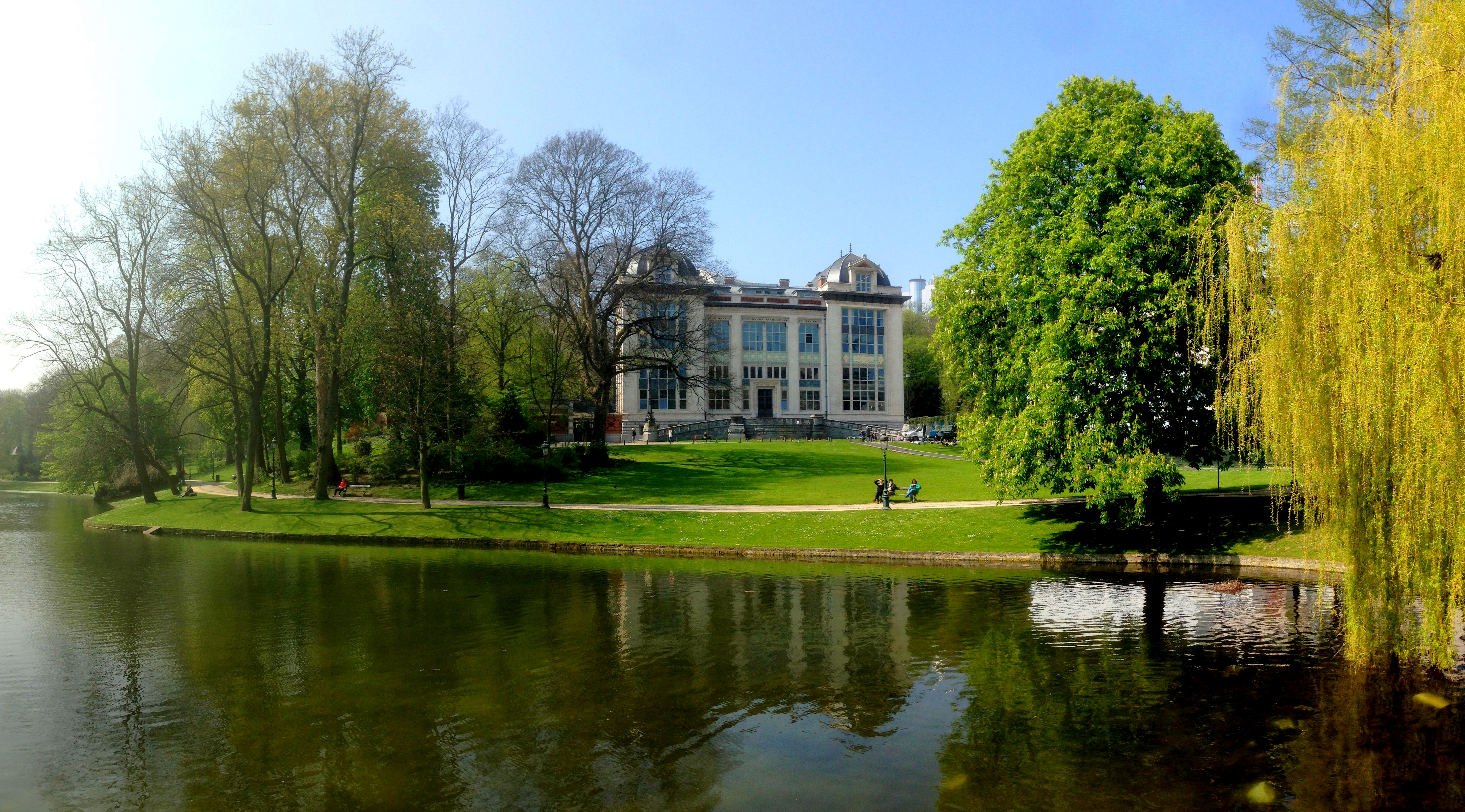
Der Teich des Leopoldparks mit dem Lycée Émile Jacqmain im Hintergrund

Der Leopold-Park ist ein Park in Brüssel im Tal des Maelbeek, an der Grenze der Gemeinde Etterbeek und am Fuße des Europäischen Parlaments und des Königlichen Belgischen Instituts für Naturwissenschaften.
Der Ort ist ein Überbleibsel einer mittelalterlichen Anlage. Heute hinter Bäumen versteckt, steht seit dem 15. Jahrhundert der Turm von Eggevoorde.

## Geographie
Der Leopold-Park ist etwa 6,4 ha groß und liegt im Süden des Europäischen Viertels von Brüssel, gleich östlich des Espace Léopold. Seine Öffnungszeiten sind von 7 bis 21 Uhr vom 1. Oktober bis zum 31. März und 6 bis 22 Uhr vom 1. April bis zum 30. September.

## Geschichte

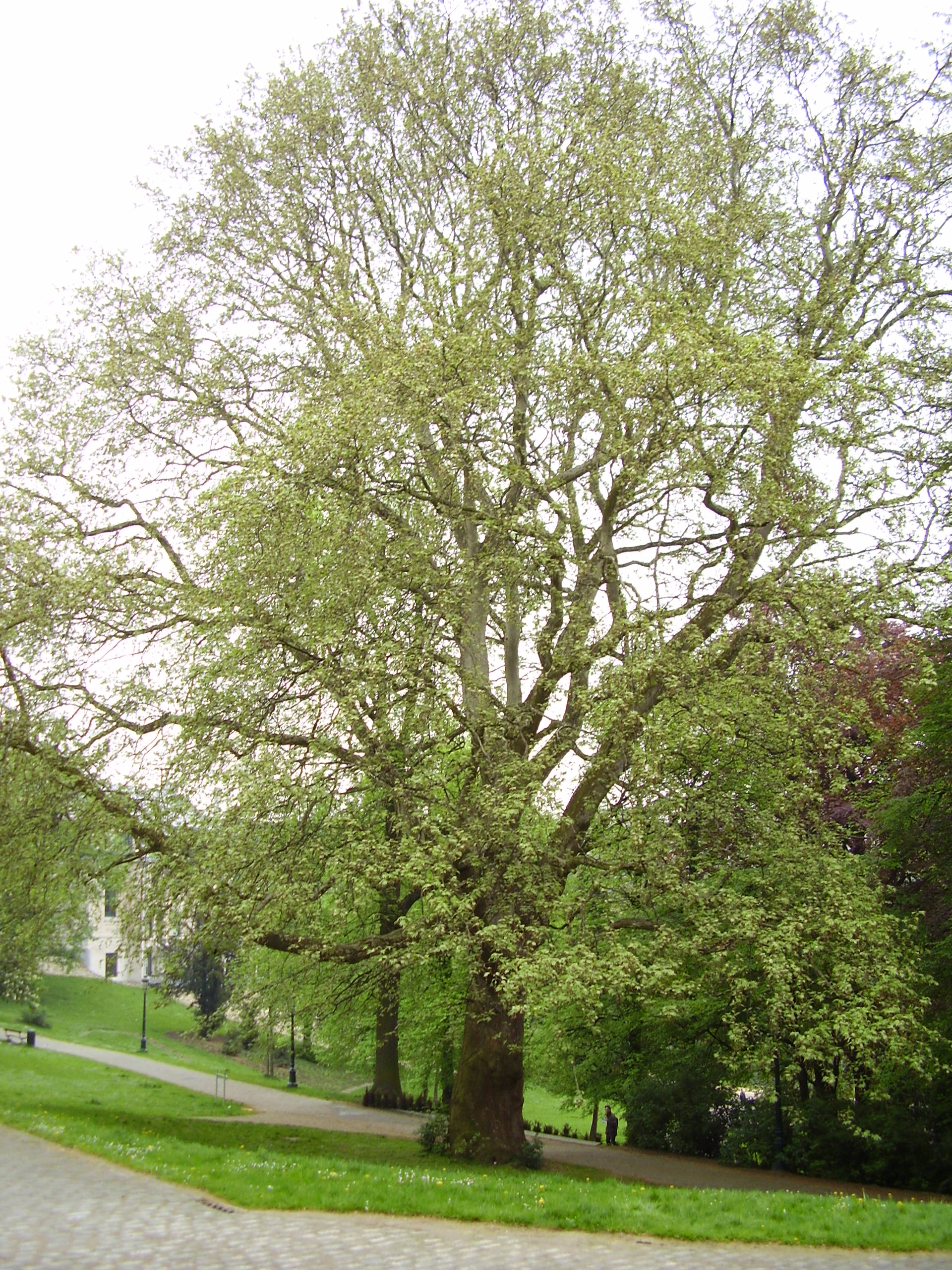
Die Morgenländische Platane im Park

Die Geschichte dieses Parks begann 1851, in dem aus dem Bereich, der der Société Royale de Zoologie d'Horticulture et d'Agrement zugeordnet war, ein Tierpark (der Zoologische Garten Brüssel) gemacht wurde. Der im Stil Englischer Gärten ausgestattete Park wurde zu dieser Zeit auch für Feste und Konzerte im Freien genutzt. Selbst eine Eisbahn, exotische Tiere, Gewächshäuser und anderen Kuriositäten waren dort zu bestaunen.
1854 entwarf Alphonse Balat, der Hofarchitekt von Leopold II, einen kleinen Wintergarten, um eine Victoria amazonica, eine riesige Wasserpflanze des Amazonas-Regenwalds unterzubringen. 
1877 wurde der Park der Stadt Brüssel übertragenen und anlässlich des 50. Jahrestages der Unabhängigkeit in Leopold-Park umbenannt.
Die Sammlungen der Naturgeschichte wurden im alten Kloster untergebracht. Das Museum wurde in den folgenden Jahren mehrfach erweitert, 1905 wurde dann ein neuer Flügel errichtet, um die Iguanodons, die in Bernissart entdeckt wurden, unterzubringen.
1891 in Zusammenarbeit der Stadtverwaltung und der Université Libre de Bruxelles, wurde mit der finanziellen Unterstützung von Industriellen wie Ernest Solvay die Cité de la Science gegründet. Dazu gehören die Gebäude des Instituts für Soziologie (Solvay-Bibliothek), des Instituts für Physiologie, des Instituts für Anatomie und des Instituts für Zahnmedizin sowie die Berufsschule. Diese Gebäude machen den Park zu einem interessanten architektonischen Ort. Das berühmteste ist die im eklektischen Stil erbaute ehemalige Solvay-Bibliothek, die im Jahre 1902 eingeweiht und mit JugendstilInterieur ausgestattet wurde.
Im Jahr 1919 zog die Universität auf den Campus Solbosch. 1930 bezog das Lycée Emile Jacqmain das ehemalige Institut für Physiologie.
Die anderen Gebäude werden heute von Museen oder durch die Europäische Union verwendet.
Im Park gibt es einige Bäume von großem Wert darunter eine beeindruckende Morgenländische Platane, die einzige ihrer Art in Brüssel. Der Teich und die Ufer des Maelbeek sind bewohnt von Wildenten, Fischreihern, Teichhühnern, Nilgänsen und Sittichen.

## Bildergalerie

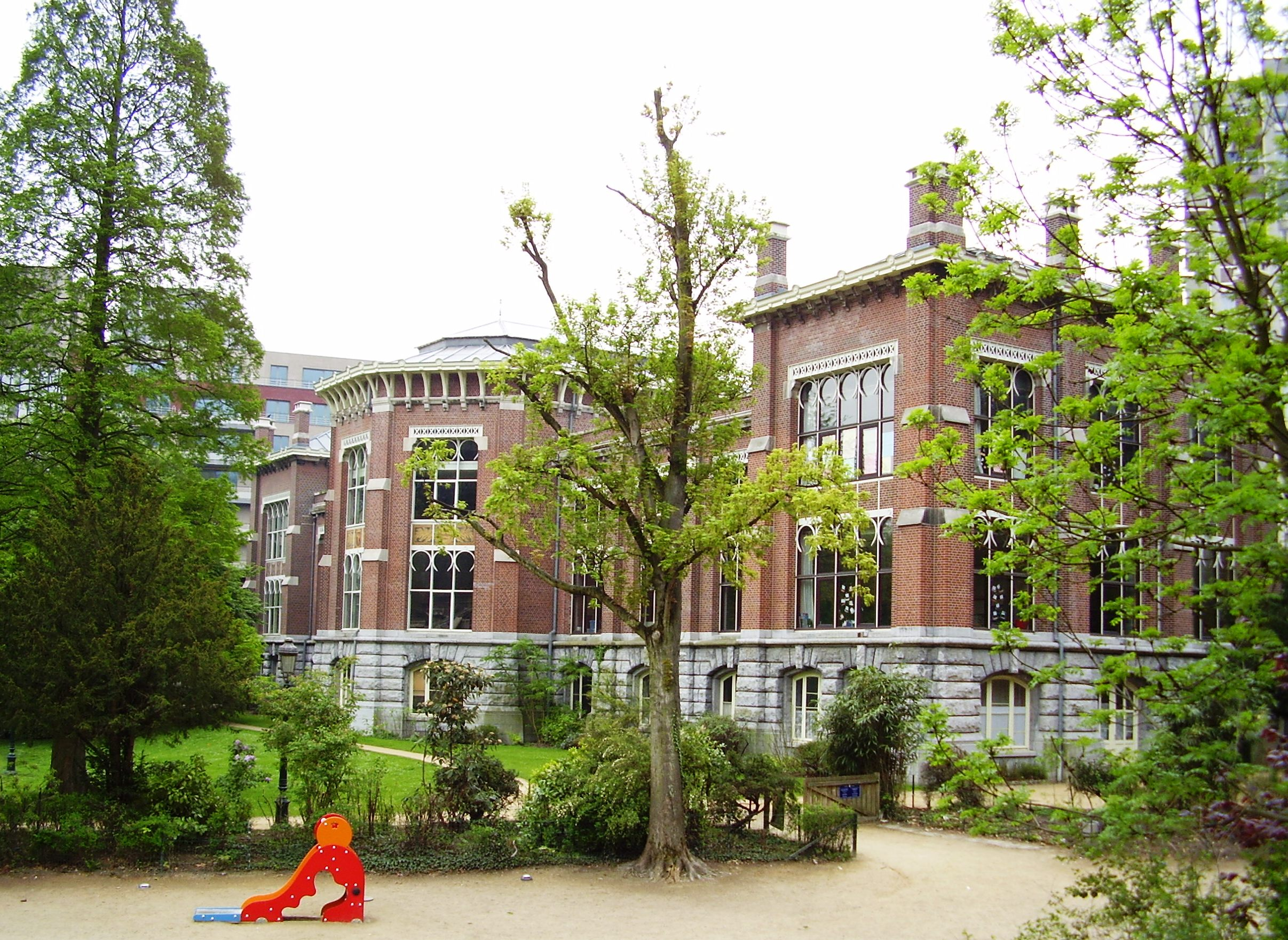
Ehemaliges Institut für Anatomie
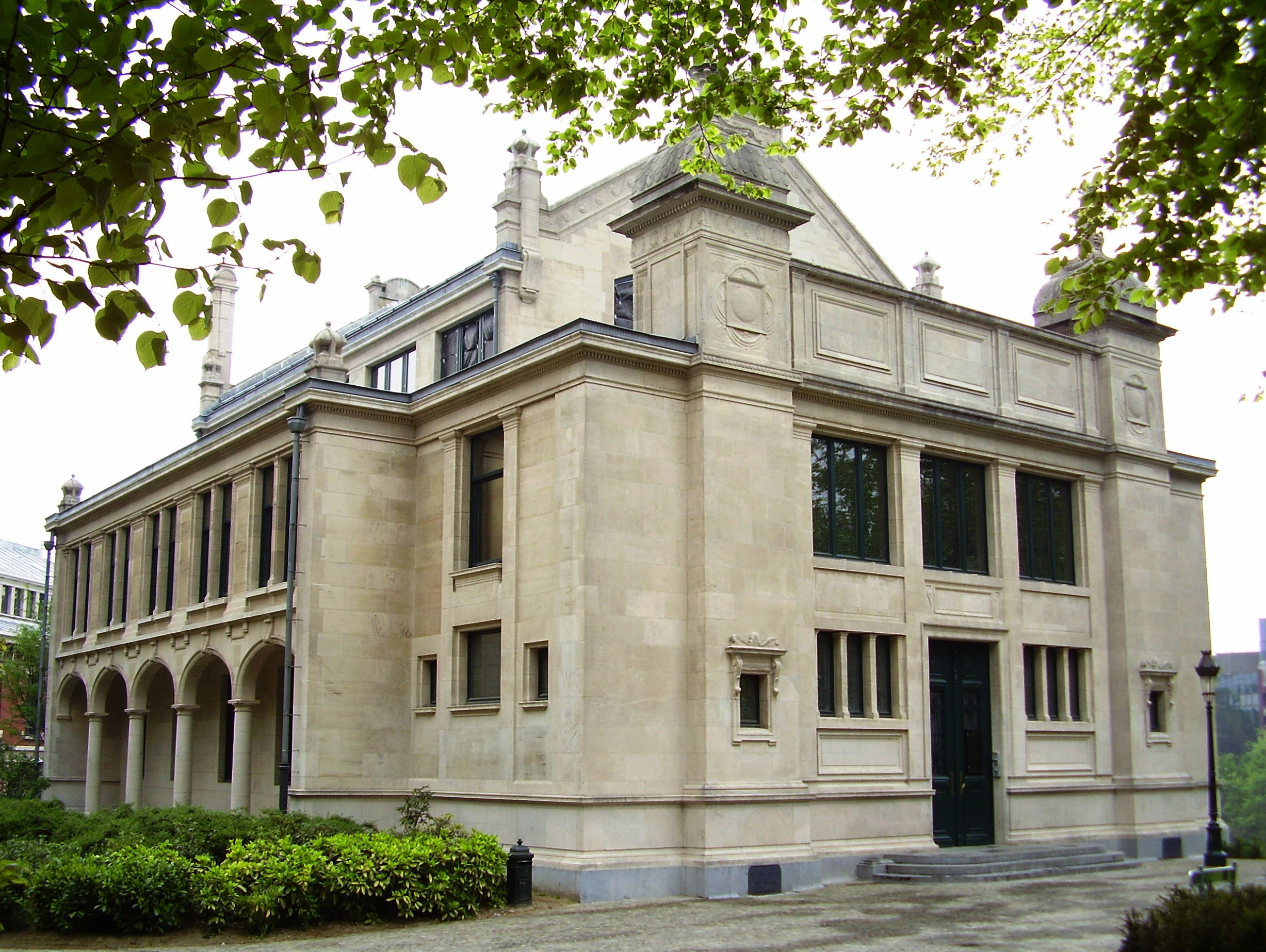
Alte Solvay-Bibliothek
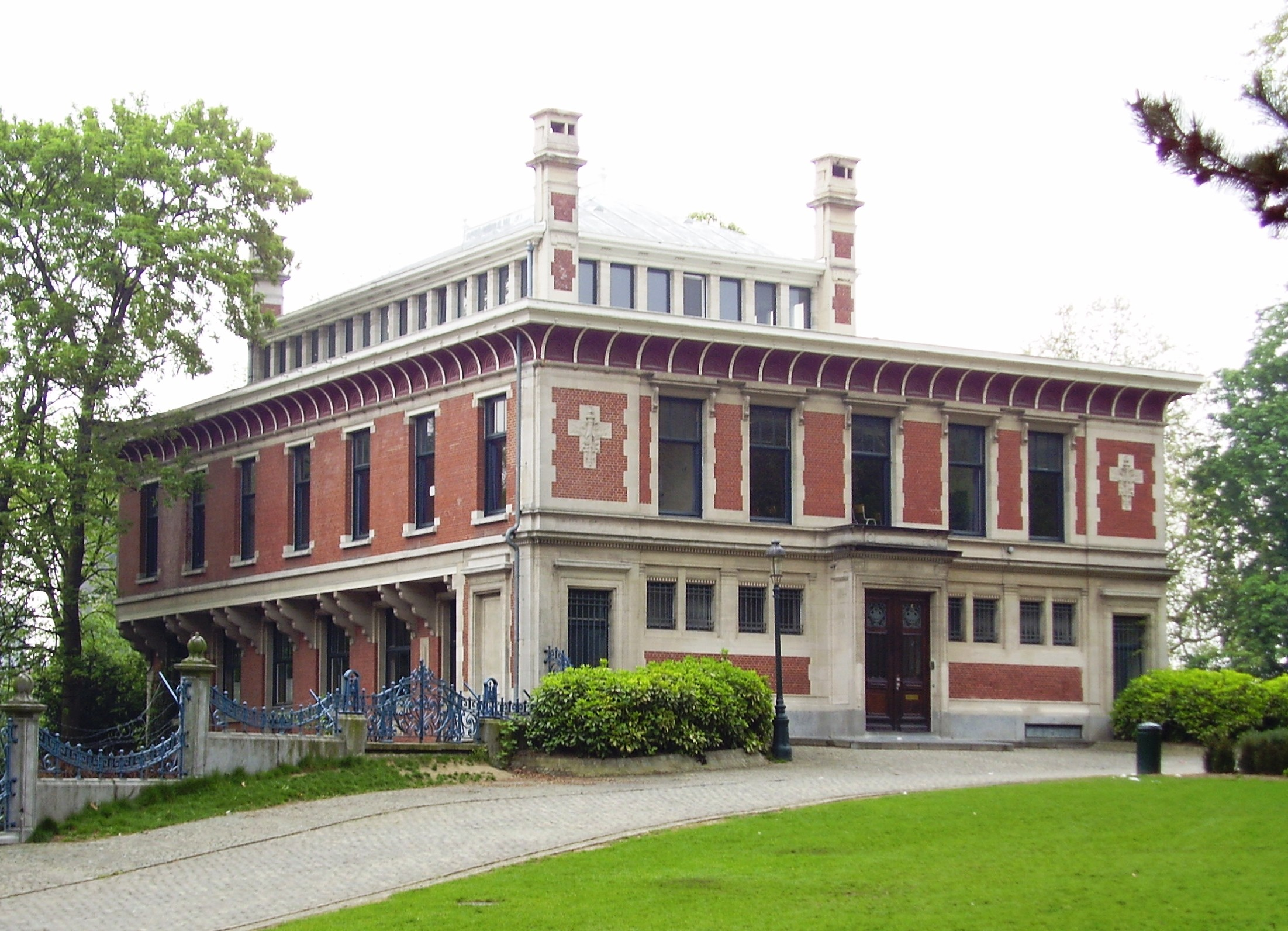
Ehemalige Handelsschule
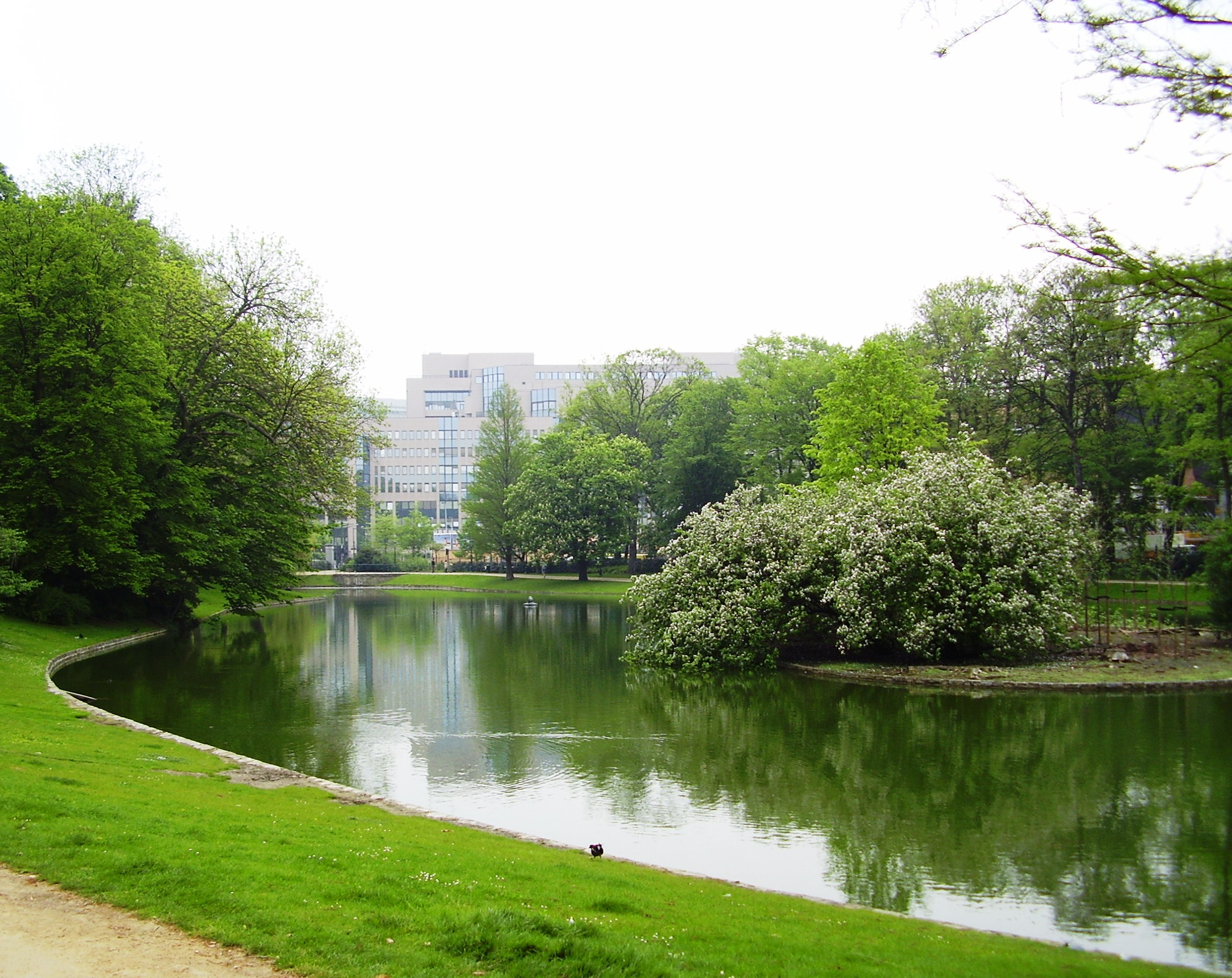
Teich des Leopold-Parks
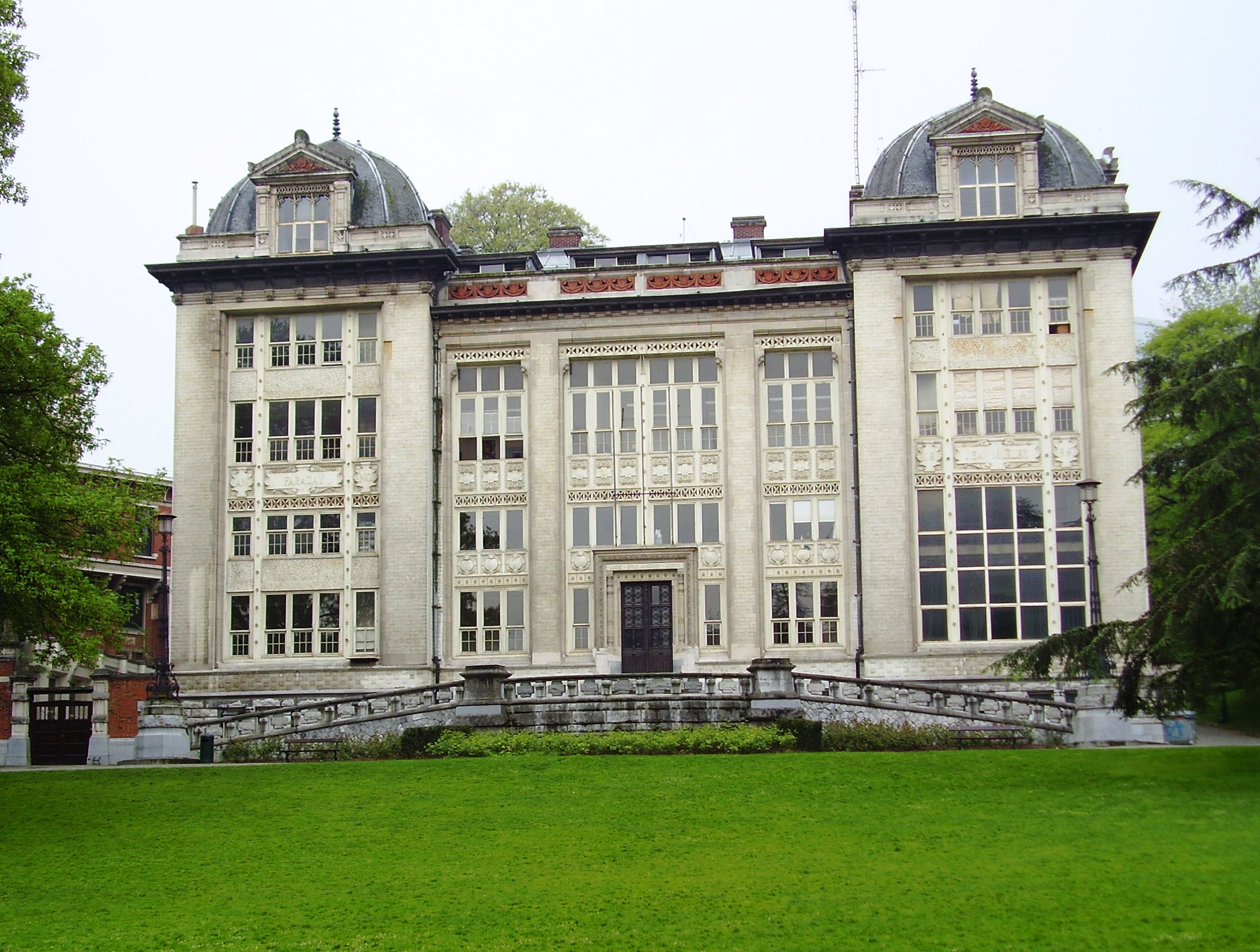
Ehemaliges Institut für Physiologie
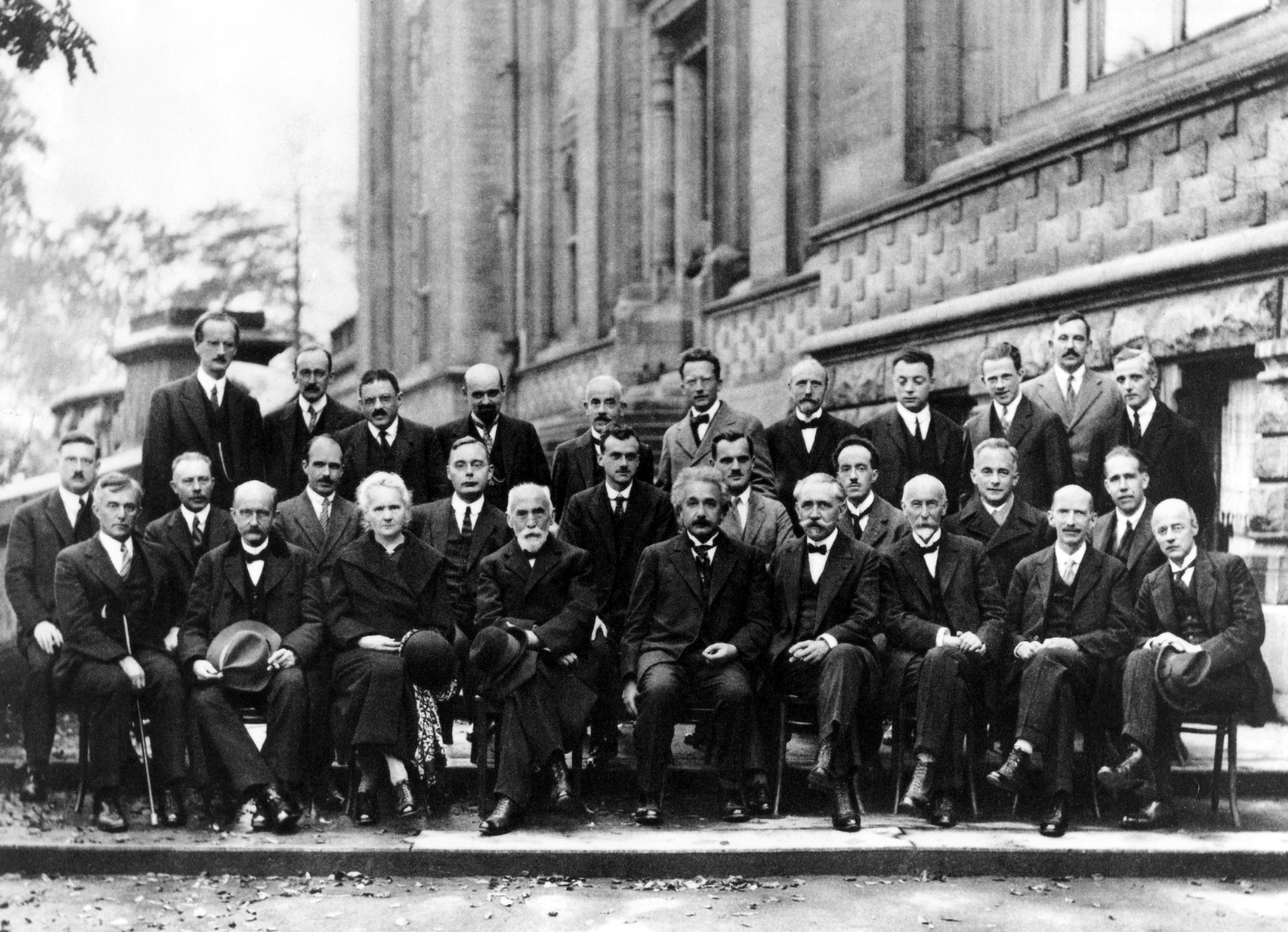
Gruppenfoto des 5. Solvay Kongresses aus dem Jahr 1927

## Weiteres
- Haus der Europäischen Geschichte im Leopold-Park